# Homoleptohyphes dimorphus
Homoleptohyphes dimorphus är en dagsländeart som först beskrevs av Allen 1967.  Homoleptohyphes dimorphus ingår i släktet Homoleptohyphes och familjen Leptohyphidae. Inga underarter finns listade i Catalogue of Life.